# Lijst van gouverneurs van Nederlands-Malakka

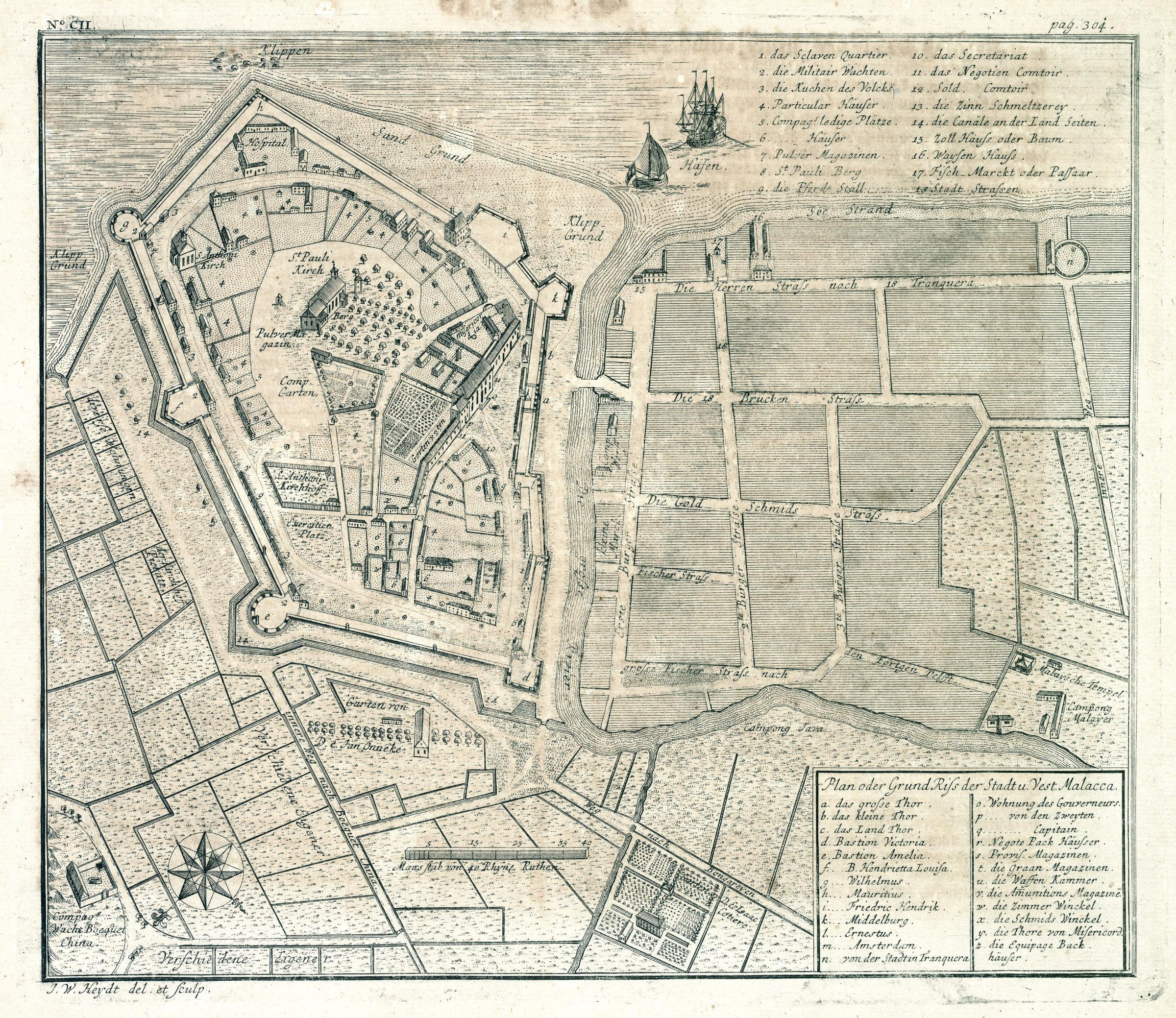
Kaart van Malakka, ca. 1735-1744, getekend en gegraveerd door J.W. Heydt, uitgegeven door J.C. Tetschner

In de Nederlandse kolonie Malakka had een gouverneur de leiding. Hieronder een lijst met alle gouverneurs van Malakka.
- 1641-1642 Johan van Twist
- 1642-1645 Jeremias van Vliet
- 1645-1646 Arnold de Vlaming van Oudshoorn
- 1646-1662 Jan Thijssen Payart
- 1662-1665 Jan Anthonisz. van Riebeeck
- 1665-1677 Balthasar Bort
- 1677-1680 Jacob Joriszn. Pits
- 1680-1684 Cornelis van Quaalberg
- 1684-1685 Mr. Nicolaas Schag(h)en
- 1685 François Tack
- 1686-1691 Thomas Slicher
- 1692-1696 Gelmer Vosburgh
- 1697-1700 Govert van Hoorn
- 1700-1704 Bernard Phoonsen
- 1704 Johan Grotenhuys
- 1704-1706 Carel Bolner
- 1706-1709 Pieter Rooselaar
- 1709-1711 Willem Six
- 1711-1717 Willem Moerman
- 1717-1727 Herman van Suchtelen
- 1727-1730 Johan Frederik Gobius
- 1731-1736 Pieter Rochus Pasques de Chavonnes
- 1736-1743 Rogier de Laver
- 1743-1749 Willem Bernhard Albinus
- 1749-1753 Pieter van Heemskerk
- 1754-1758 Willem Dekker
- 1758-1764 David Boelen
- 1764-1772 Thomas Schippers
- 1772-1776 Jan Crans
- 1776 Pierre Jean Louis de Fillietaz
- 1776-1788 Pieter Gerardus de Bruijn
- 1788-1795 Abraham Couperus
- 1795-1818 Engelse periode
- 1818-1823 Jan Samuel Timmerman Thijssen
- 1823-1824 A. Koek (waarnemend)
- 1824-1825 Hendrik Stephanus van Son